# 베스트플란데런주

베스트플란데런주의 위치

베스트플란데런주의 지방 자치체

베스트플란데런주(네덜란드어: West-Vlaanderen, 서플레망어: West-Vloandern, 프랑스어: Flandre-Occidentale, 독일어: Westflandern, 서플란데런주)는 벨기에 서부 플랑드르 지방에 위치한 주로 주도는 브뤼허이며 면적은 3,125km2, 인구는 1,164,967명(2011년 1월 1일 기준), 인구 밀도는 370명/km2이다.
북쪽에서 시계 방향으로 네덜란드, 플랑드르 지방의 오스트플란데런주와 왈롱 지방의 에노주, 프랑스, 북해와 접한다. 따라서 벨기에에서 유일하게 바다와 접하고 있는 주이기도 하다. 8개 행정구와 64개 지방 자치체를 관할한다.

주기
주 문장